# Bigenditia
Bigenditia es un género de arañas araneomorfas de la familia Lamponidae. Se encuentra en Australia. 

## Lista de especies
Según The World Spider Catalog 12.0:
- Bigenditia millawa Platnick, 2000
- Bigenditia zuytdorp Platnick, 2000